# أندي شليك
أندي شليك مواليد 10 يونيو 1985 في لوكسمبورغ، هو دراج سابق. سبق أن شارك في دورة الألعاب الأولمبية الصيفية.

## سجل النتائج

### سباقات أو مراحل فاز بها
- طواف فرنسا

### المراكز
- حقق المركز الـ 2 في طواف إيطاليا 2007
- حقق المركز الـ 6 في طواف سويسرا 2008
- حقق المركز الـ 12 في سباق طواف فرنسا 2008
- حقق المركز الـ 2 في سباق طواف فرنسا 2009
- حقق المركز الـ 2 في سباق طواف فرنسا 2011

## وصلات خارجية
- الموقع الرسمي

## روابط خارجية
- أندي شليك على موقع الاتحاد الدولي للدراجات (الإنجليزية)
- أندي شليك على موقع أرشيف الدراجات (الإنجليزية)
- أندي شليك على موقع إحصائيات الدراجات الإحترافية (الإنجليزية)
- أندي شليك على موقع نسبة الدراجات (الإنجليزية)
- أندي شليك على موقع CycleBase (الإنجليزية)
- أندي شليك على موقع اللجنة الأولمبية الدولية (الإنجليزية)
- أندي شليك على موقع أوليمبيديا (الإنجليزية)